# 사라왓 야이
《사라왓 야이》(태국어: สารวัตรใหญ่; 영어: Sarawat Yai / The Law Enforcement)는 2019년 방영된 태국의 드라마이다.